# 加藤文俊
加藤 文俊（かとう ふみとし、1962年5月5日 - ）は、日本の社会学者。慶應義塾大学環境情報学部教授 兼 同大学院政策・メディア研究科委員。専門は社会学。とくに昨今はカメラ付きケータイ（携帯電話）を用いた社会調査法の開発に力を入れている。京都府生まれ。

## 人物
自身のゼミナールの学生による卒業論文（卒業制作）を個展形式で一般に公開したり、積極的なフィールドワークを実施するなど、同じ社会学者では佐藤郁哉（一橋大学大学院商学研究科教授）などの研究スタンスと共通している部分が多い。「研究者はフィールドに出るべきだ」が持論で、それを体現していると言えよう。また「社会学」という学問領域にとらわれることなく、様々なフィールドワークを実践。
日本育英会会長などを務めた社会学者の加藤秀俊は父である。

## 学歴
- 1985年 慶應義塾大学経済学部卒業
- 1988年 慶應義塾大学大学院経済学研究科修士課程 修了
- 1991年 ペンシルベニア大学アンネンバーグコミュニケーション研究所「M.A.プログラム」 修了
- 1993年 ラトガース大学大学院コミュニケーション研究科博士課程（Ph.D.課程） 修了

## 職歴
- 1989年（財）地域開発研究所 客員研究員
- 1993年 慶應義塾大学 環境情報学部 助手
- 1997年 龍谷大学 国際文化学部 講師
- 2000年 龍谷大学 国際文化学部 助教授
- 2001年 慶應義塾大学 環境情報学部 助教授（2002年より 同大学大学院 政策・メディア研究科委員を兼務）
- 2007年 慶應義塾大学 環境情報学部 准教授
- 2010年 慶應義塾大学 環境情報学部 教授
- 2019年 慶應義塾大学 政策・メディア研究科 委員長（2023年9月まで）

## プロジェクト
- 墨東大学（2010年）- 地域を大学というメタファーでとらえ、地域から学ぶプロジェクト[1]
- シブヤ大学 パルコ定点観測学科（2010年）- シブヤ大学とパルコのアクロス編集部がコラボレーションしたフィールドワーク[2]
- 三宅島大学（2015年）- 東京アートポイント計画事業の一環として、2011年度から2013年度の3年をかけて三宅島で実施[3]
- カレーキャラバン（2015年）- 全国各地のまちへ出かけ、その場所で調達した食材と、その場所に居合わせた人びととカレーをつくるプロジェクト[4]。

## 著書
単著
- 『キャンプ論:あたらしいフィールドワーク』（慶應義塾大学出版会、2009年）
- 『おべんとうと日本人』（草思社、2015年）
- 『会議のマネジメント 周到な準備、即興的な判断』（中央公論新社、2016年）
- 『ワークショップをとらえなおす』（ひつじ書房、2018年）

共著
- 『ゲーミングシミュレーション』新井潔、出口裕、兼田敏之、中村美枝子との共著（日科技連出版社、1998年）
- 『x-Design 未来をプロトタイピングするために』山中俊治、脇田玲、田中浩也、坂井直樹、岩竹徹、中西泰人、藤田修平、筧康明、水野大二郎との共著（慶應義塾大学出版会、2013年）
- 『つながるカレー コミュニケーションを「味わう」場所をつくる』木村健世、木村亜維子との共著（フィルムアート社、2014年）
- 『Digital Media Practices in Households: Kinship through Data』Larissa Hjorth, Kana Ohashi, Jolynna Sinanan, Heather Horst, Sarah Pink, Baohua Zhouとの共著（Amsterdam: Amsterdam University Press、2020年）